# Кайзер

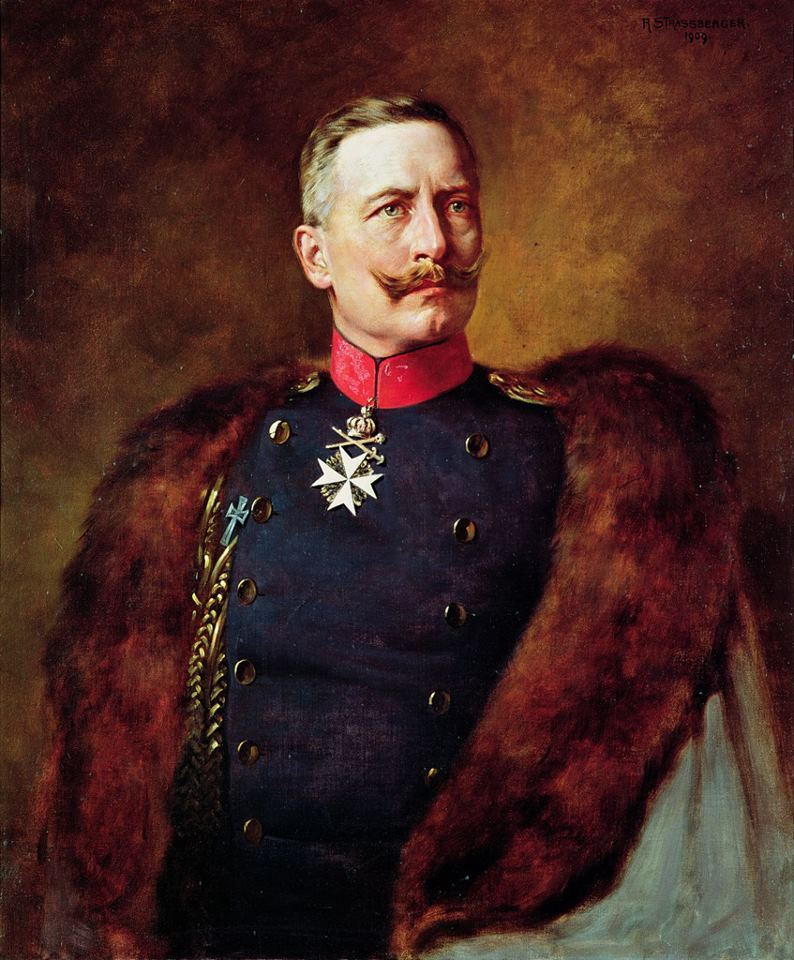
Вильгельм II, германский кайзер в
1888—1918 годах

Ка́йзер (нем. Kaiserо файле) — германский титул монарха.

## История
«Кайзер» происходит от римского титула «Цезарь» (лат. Caesarо файле).
В немецком языке термин соответствует титулу «император» и применяется в германоязычных государствах и странах к императорам всех времён и народов (если имеется в виду титул Императоров Священной Римской империи, куда входили земли и за пределами германских владений — немецких княжеств, например; Королевство Богемия, Королевство Хорватия и так далее, а также обширных колоний, в отличие от Кайзеров Германской империи, владевших лишь небольшими колониями за пределами Германских княжеств, то они обозначались помимо этого титула, еще и дополнительным титулом — титулом Августа (обозначения и титулатура, были производными от древнеримских когноменов (обозначений), писавшихся на латыни), в России например, в имперский период так называли членов императорского дома — августейшие особы, то есть понятие, освященных свыше верой на царство, как символа легитимизма).
В других европейских языках кайзерами (Кайзер Германской Империи, германский кайзер) обычно называют только трёх императоров Германии (1871—1918): Вильгельма I, Фридриха III и Вильгельма II. К этому периоду германской истории применяется название «кайзеровская Германия», что соответствует обозначению конкретно как «Кайзера Германской империи». Во время Первой мировой войны в Германской империи Верховным Главнокомандующим номинально был кайзер Вильгельм II, а фактически — так называемое «Верховное командование армии» во главе с начальником генерального штаба.
Реже понятие «кайзер» употребляется (не только в немецком языке) применительно к монархам Священной Римской империи германской нации и Австрийской империи, где государственным языком также был немецкий. В России в XV—XVIII веках к императорам Священной Римской империи обычно применялось слово «кесарь» и «цесарь» (соответственно, подданные Германо-римской империи в русском языке именовались цесарцами).
тур. Kayser-i Rum — титул турецких султанов после завоевания Византийской империи.
фр. Empereur des Français — титул монарха Первой и Второй французских империй.